# Johann André Forfang
Johann André Forfang (1995. július 4.–) norvég síugró, 2014 óta a Síugró-világkupa tagja.

## Karrierje
Bátyjához, Daniel Forfanghoz hasonlóan ő is a helyi síugró klubban kezdte pályafutását, mielőtt 2014-ben bemutatkozott a világkupán. A szezon végén egyszer dobogóra állhatott, de az áttörést a következő idény hozta meg számára, amikor megszerezte Titisee-Neustadtban első győzelmét és összetettben az ötödik helyen zárt, emellett a sírepülő-világbajnokságon a norvég csapattal az első helyen végzett. A következő szezonja elég haloványra sikerült, csupán az év végére talált rá a formájára, de így is ki tudta venni a részét a norvég csapat szezonvégi sikereiből. 

## Világkupa eredményei

### Szezon végi helyezései
| Szezon  | Összetett | Négysánc | Sírepülés | Willingen Five | Raw Air | Planica 7 | Titisee-Neustadt Five |
| ------- | --------- | -------- | --------- | -------------- | ------- | --------- | --------------------- |
| 2014/15 | 23.       | 21.      | 8.        |                |         |           |                       |
| 2015/16 | 5.        | 6.       | 3.        |                |         |           |                       |
| 2016/17 | 27.       | –        | 15.       |                | 6.      |           |                       |
| 2017/18 | 7.        | 9.       | 6.        | 2.             | 6.      | 2.        |                       |
| 2018/19 | 8.        | 16.      | 9.        | 11.            | 5.      | 9.        |                       |
| 2019/20 | 12.       | 6.       | 9.        | 12.            | 23.     |           | 6.                    |

### Győzelmei
| No. | Szezon  | Dátum             | Helyszín         | Sánc                        | Sáncméret |
| --- | ------- | ----------------- | ---------------- | --------------------------- | --------- |
| 1   | 2015/16 | 2016. március 12. | Titisee-Neustadt | Hochfirstschanze HS142      | LH        |
| 2   | 2017/18 | 2018. február 4.  | Willingen        | Mühlenkopfschanze HS145     | LH        |
| 3   | 2018/19 | 2018. december 1. | Nyizsnyij Tagil  | Tramplin Stork HS134 (esti) | LH        |

## Fordítás
- Ez a szócikk részben vagy egészben  a   Johann André Forfang című angol Wikipédia-szócikk fordításán alapul.  Az eredeti cikk szerkesztőit annak laptörténete sorolja fel. Ez a jelzés csupán a megfogalmazás eredetét és a szerzői jogokat jelzi, nem szolgál a cikkben szereplő információk forrásmegjelöléseként.